# Place du Maquis-du-Vercors
La place du Maquis-du-Vercors est une voie située dans le quartier d'Amérique du 19e arrondissement et le quartier Saint-Fargeau du 20e arrondissement de Paris. Elle correspond à la porte des Lilas.

## Situation et accès
La place du Maquis-du-Vercors est desservie à proximité par les lignes 3 bis et 11 à la station Porte des Lilas.

## Origine du nom
Cette place honore les combattants du maquis du Vercors durant la Seconde Guerre mondiale.

## Historique
Cette voie est créée, sous le nom de « voie CE/20 » en 1969, lors de la construction du boulevard périphérique de Paris et prend son nom actuel par un arrêté municipal du 27 juillet 1979.
La place a été largement réaménagée avec l'inauguration le 24 octobre 2012 du cinéma Étoile Lilas.

## Bâtiments remarquables et lieux de mémoire
- La porte des Lilas et ses accès à la commune des Lilas et du Pré-Saint-Gervais.
- Le cinéma CGR Paris–Lilas, un complexe de 4 800 m2 sur quatre niveaux comptant sept salles[2] ouvert à la fin 2012.
- Le jardin Serge-Gainsbourg.